# صفقة القرن

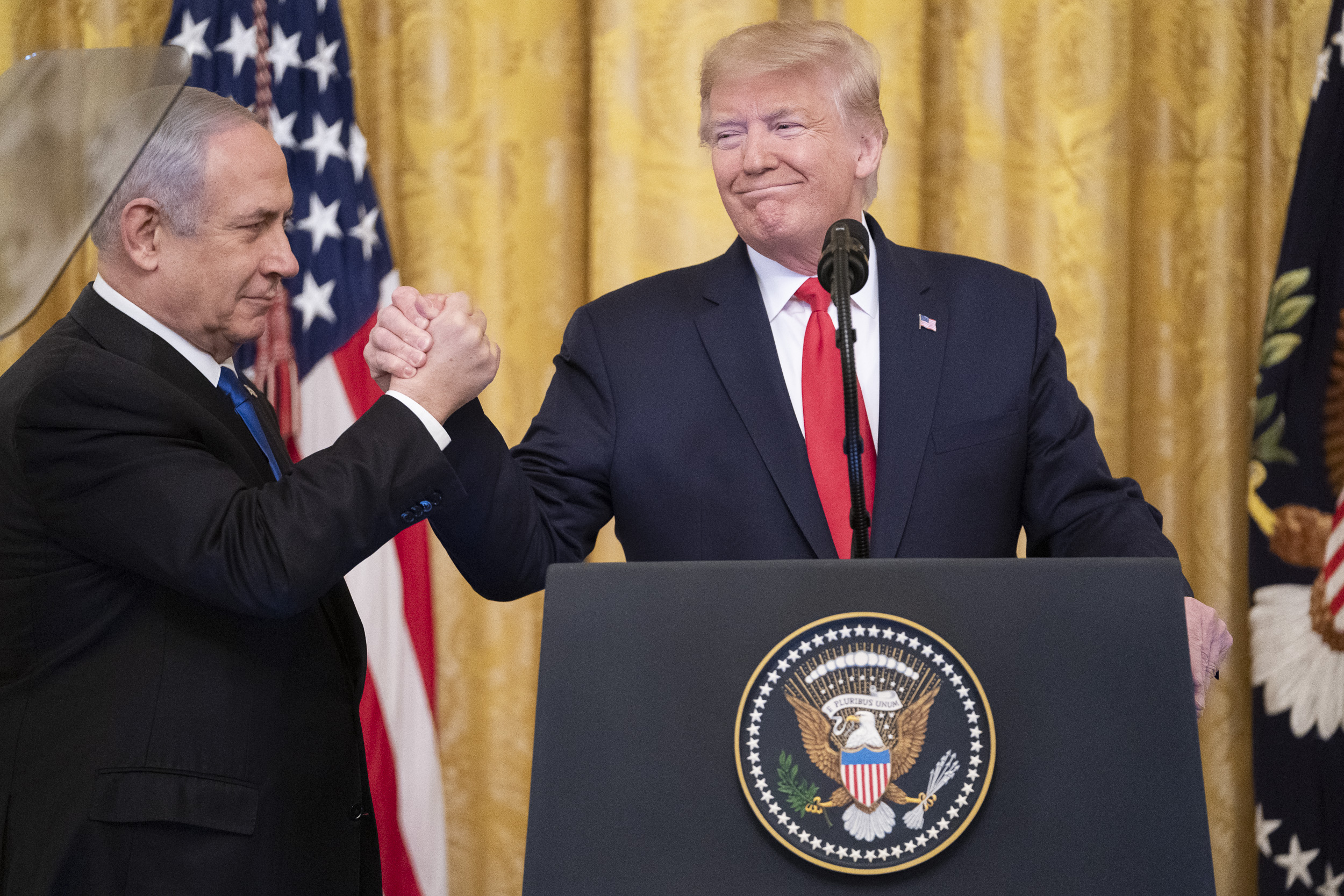
الرئيس الأمريكي دونالد ترامب يعلن عن صفقة القرن رفقة رئيس الوزراء الإسرائيلي بنيامين نتنياهو.

صفقة القرن أو خطة ترامب للسلام هو اقتراح، أو خطة سلام تهدف إلى حل النزاع الإسرائيلي الفلسطيني، أعدها رئيس الولايات المتحدة دونالد ترامب.
وتشمل الخطة إنشاء صندوق استثمار عالمي لدعم اقتصادات الفلسطينيين والدول العربية المجاورة، وكان من المتوقع أن يطرحها جاريد كوشنر صهر ترامب خلال مؤتمر في البحرين عقد يومي 25 و26 يونيو 2019.
منذ صباح يوم إعلانها، أبدى الفلسطينيون غضبهم الكبير ورفضهم القاطع لبنود وحيثيات صفقة القرن، خارجين في مسيرات تنديدية رافضة لها.

## التخطيط
عكفت إدارة الرئيس الأميركي دونالد ترامب منذ 2017 على إعداد خطة للسلام في الشرق الأوسط لإنهاء الصراع العربي الإسرائيلي، على أن يتم تقديمها رسمياً مطلع 2018، وتم تأجيل ذلك عدة مرات، ووفقا لشبكة فوكس نيوز، تضمنت وثيقة مشروع السلام الأميركي ما بين 175 و200 صفحة، وتم تداول الكثير من مضامينها إعلاميا ولدى بعض الأطراف المعنية على شكل تسريبات.
بعد 18 شهرًا من التخطيط، قام المسؤولون الأمريكيون بتطوير الاقتراح من خلال زيارة أربعة عواصم عربية. ومع ذلك، فإنه لم يكن جاهزًا لتقديمه للجمهور رسميًا. بناءً على الاستطلاع الذي أجرته صحيفة هاآرتس، أعتقد 44 في المائة من المشاركين أن الصفقة لصالح إسرائيل بينما أعتقد 7 في المائة أن الصفقة تحبذ الفلسطينيين.

## تفاصيل
تفاصيل الصفقة لم تكن مُعلنة «رسميا» في وقت سابق، وقد صرَّح ترمب حينها أنه تم إحراز تقدم كبير في تلك الصفقة، قال وزير الخارجية الأردني برد على سؤال عن تلك الصفقة: «عندما يطرحها الأمريكان سنعطي رأينا حولها».
وبالرغم من ذلك صدرت تقارير صحفية عديدة تناولت تلك الصفقة، ويمكن تلخيصها في حل القضية الفلسطينية بإقامة دولة فلسطينية بدون جيش في الضفة الغربية وقطاع غزة، وقيام مصر بمنح أراض إضافية للفلسطينيين من أجل إنشاء مطار ومصانع وللتبادل التجاري والزراعة دون السماح للفلسطينيين في العيش فيها وسيتم الاتفاق على حجم الأراضي وثمنها كما سيتم إنشاء جسر معلق يربط بين غزة والضفة لتسهيل الحركة.
وبعد عام من الاتفاق تجرى انتخابات ديمقراطية لحكومة فلسطين وسيكون بإمكان كل مواطن فلسطيني الترشح للانتخابات وسيتم فرض عقوبات على جميع الأطراف الرافضة للصفقة بما في ذلك إسرائيل. حتى الآن ترفض إسرائيل تطبيق حل الدولتين وعودة اللاجئين، وأنه من الصعب إجلاء المستوطنين من أراضي الضفة الغربية.

## ورشة البحرين
افتتح كبير مستشاري البيت الأبيض، جاريد كوشنر «ورشة البحرين» بالقول إن أمريكا تريد أن ترى «السلام والازدهار والأمن يتحقق للإسرائيليين والفلسطينيين والجميع»، وأكد كوشنر أن انتعاش الاقتصاد الفلسطيني لا يمكن أن يحدث إلا عبر حل الصراع مع إسرائيل، وأضاف بأن ورشة البحرين لن تتطرق للجانب السياسي، مشيرا إلى أن الكشف عن الشق السياسي من خطة السلام سيتم في الوقت المناسب.
شاركت مجموعة من الدول في مؤتمر البحرين المنعقد في المنامة تحت عنوان «السلام من أجل الازدهار» في 25 يونيو 2019، وفي مقدمتها الولايات المتحدة وإسرائيل، ومن الدول العربية السعودية والإمارات ومصر والأردن والمغرب وقطر والبحرين، كما شارك الاتحاد الأوربي إضافة إلى مؤسسات مالية دولية، ومنها صندوق النقد الدولي والبنك الدولي، وكذلك كبار الشركات ورجال الأعمال بالمنطقة والعالم.

## الإعلان عنها
في 28 من شهر يناير، من عام 2020، دعى الرئيس الأمريكي دونالد ترامب كل من رئيس الوزراء بنيامين نتنياهو ومنافسه بيني غانتز ولم يدع أي مسؤولين فلسطينيين إلى واشنطن لإطلاق خطته للسلام من أجل حل الصراع القائم منذ عقود؛ حيث اجتمع بهما من أجل مناقشات منفصلة بشأن صفقة القرن؛ فيما بعد، أعلن الرئيس ترامب خطة السلام بين إسرائيل والفلسطينيين المعروفة بـ«صفقة القرن» بحضور رئيس الوزراء الإسرائيلي بنيامين نتنياهو، الذي أكّد بدوره أن الخطة تقدم «طريقًا واقعيًا» لتحقيق سلام دائم في المنطقة.
ونصت صفقة القرن على وجود مرحلة انتقالية من أربعة أعوام، وذلك انتظاراً لمتغيرات سياسية ستدفع السلطة الفلسطينية إلى التخلي عن موقفها الرافض للخطة حالياً، وإعلان سيطرة إسرائيل على 30 في المئة من الضفة الغربية ضمن المناطق التي تعرف باسم "ج"، وفق تصنيفات اتفاق أوسلو المبرم عام 1993، وستبقى مدينة القدس موحّدة تحت السيادة الإسرائيلية الكاملة؛ بضم جميع مستوطنات الضفة الغربية التي يزيد عددها عن 100 مستوطنة بهدف منع عودة اللاجئين الفلسطينيين إلى أراضي فلسطين المحتلة.
وتعتبر هذه الخطة «الاقتراح الأكثر سخاء» الذي تمَّ تقديمه إلى إسرائيل، كما وأنها تتضمن كذلك إقامة «دولة فلسطينية رمزية» لا يمكن لأي زعيم فلسطيني أن يقبلها.

## الإطار العام (المفاهيم المحورية)

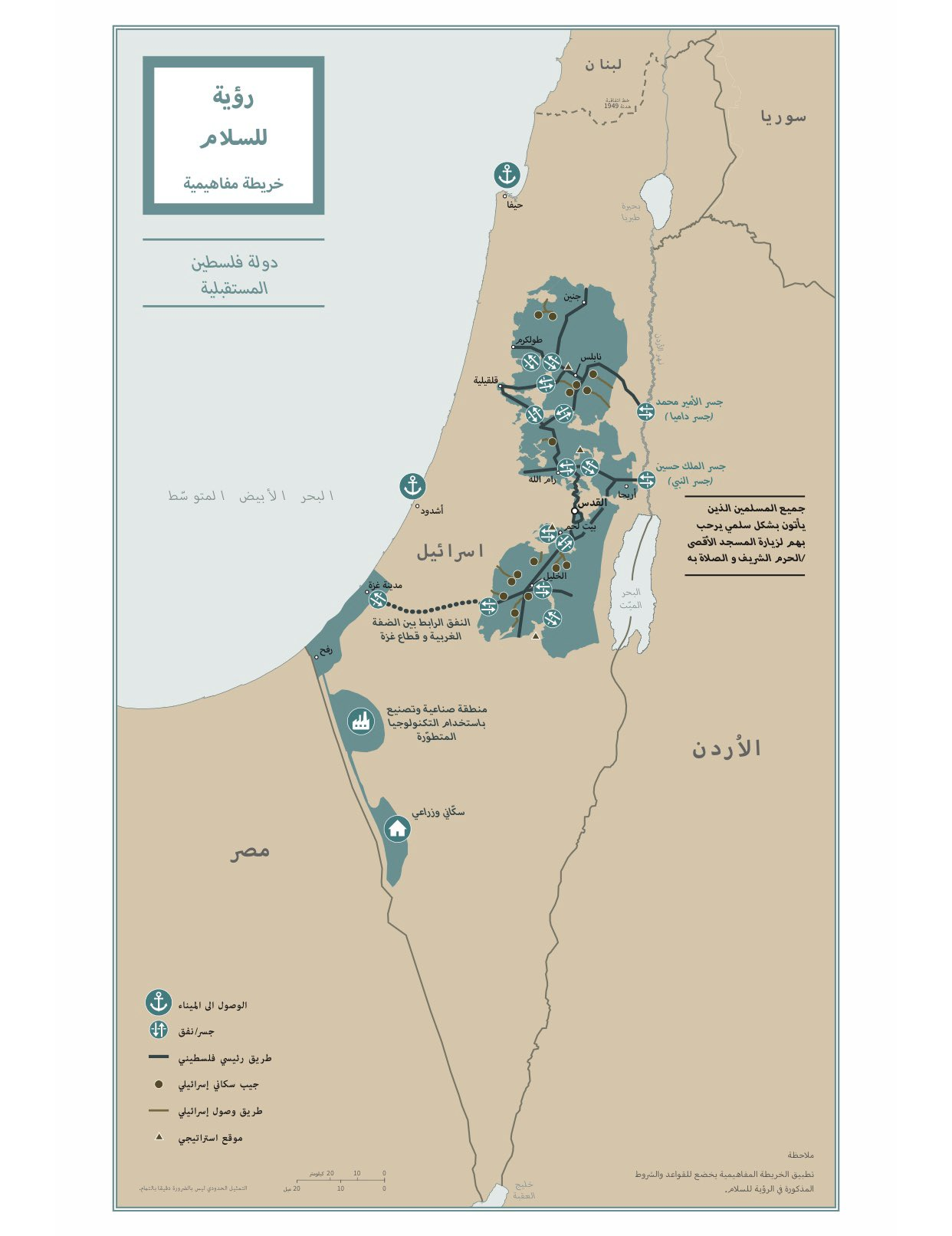
خريطة نشرها الرئيس الأمريكي على تويتر لفلسطين المستقبلية تحت عنوان "رؤية السلام"

نشرت إدارة ترامب الجزء الاقتصادي من الخطة في 22 يونيو 2019، والذي يتكون من منشورين يتكونان من 40 و96 صفحة مملوءة بالجداول المالية والإسقاطات الاقتصادية. قدم الجزء الاقتصادي كوشنر أثناء ورشة عمل في المنامة، البحرين في 25-26 يونيو. قُدم الجزء الاقتصادي من الخطة في 28 يناير، 2020.

### الاقتصاد
تعرض الخطة استثمارات بقيمة 50 بليون دولار من أجل 179 مشروع أعمال وبنية تحتية، والتي سيديرها مصرف تطوير متعدد الأطراف، باستثمارات تحميها الشفافية، ومحاربة الفساد، وضمان الشروط. تتصور الإدارة أن الخطة ستمولها في الغالب دول عربية ومستثمرون أثرياء من القطاع الخاص. ينقسم التمويل إلى 26 بليون دولار قروض، و13.5 بليون دولار منح، و11 بليون دولار في الاستثمار الخاص.
سيُنفق معظم الخمسين بليون دولار في الضفة الغربية وغزة، بالإضافة إلى إنفاق 9 بليون دولار في مصر، و7 بليون دولار في الأردن، و6.3 بليون دولار في لبنان. يتضمن العرض عددًا من المشاريع المحددة، والتي تشمل بناء معبر سفر يربط بين الضفة الغربية وغزة بطريق سريعة وربما سكة حديد، وتوسعة هائلة للمعابر الحدودية، وتطوير محطات الطاقة، وتحسين البنية التحتية لتعزيز السياحة، وإعادة بناء وتطوير المستشفيات الفلسطينية وعيادات الصحة، وإنشاء قاعدة بيانات لتسجيل ملكية الأراضي، وتحسين إمدادات المياه القابلة للشرب ومعالجة مياه الصرف الصحي، وإنشاء جامعة فلسطينية جديدة ضمن أول 150 جامعة عالميًا.

### وضع دولة فلسطين
أعلنت خطة ترامب دعم دولة فلسطين المستقلة ذات السيادة وعاصمتها الضواحي الشرقية للقدس، والتي ستعتمد على الفلسطينيين لأخذ خطوات جعلها دولة ذاتية الحكم. تعرض خطة ترامب على الفلسطينيين دولة فلسطين المستقبلية، والتي لن تتأسس قبل أربع سنوات من إنفاذ الخطة.
ستكون دولة فلسطين منزوعة السلاح (بدون قوات مسلحة) وستبقى كذلك.

#### معايير الاعتراف
المعايير التالية وثيقة الارتباط بدولة فلسطين ولا بد أن تسعى لإنفاذها دولة إسرائيل والولايات المتحدة معًا بحسن نية، وبعد مشاورة السلطة الفلسطينية:
- سيكون للفلسطينيين نظام حكم بدستور أو نظام آخر يضمن إنفاذ القانون الذي يوفر حرية الصحافة، والانتخابات الحرة النزيهة، واحترام كل حقوق الإنسان لكل مواطن، وحماية حرية العقيدة وضمان حرية الأقليات في ممارسة شعائرهم، وإنفاذ القانون بعدالة ومساواة، والقضاء المستقل مع عواقب قانونية مناسبة لمن يخالف القانون.
- سيكون للفلسطينيين مؤسسات مالية تتسم بالشفافية والاستقلال والتي تستحق ثقة الفلسطينيين والقادرة على الخوض في معاملات الأسواق العالمية بطريقة مشابهة للمؤسسات المالية للدول الديمقراطية الغربية مع أسلوب حكم مناسب يمنع الفساد ويضمن الاستخدام المناسب لهذه الأموال، وبنظام قانوني يحمي الاستثمارات ويحقق التوقعات المالية للسوق.
- سينهي الفلسطينيون كل البرامج والتي تشمل المناهج الدراسية والكتب، والتي تحض وتشجع على الكراهية أو المعاداة لجيرانهم، أو التي تشجع على الأعمال الإجرامية أو أعمال العنف.
- سيحقق الفلسطينيون السيطرة القانونية المدنية الكاملة على كل أراضيهم كما سيضمنون نزع سلاح كل مواطنيهم.
- على الفلسطينيين الالتزام بكل الشروط الأخرى للخطة.

### وضع القدس والأماكن المقدسة
تعترف الخطة بحق إسرائيل في كافة "القدس غير المقسمة" معترفة بالقدس عاصمة لإسرائيل. سيحظى الفلسطينيون بأحياء في الأجزاء الخارجية للقدس الشرقية وراء الجدار الإسرائيلي في الضفة الغربية، بما في ذلك كفر عقب ومخيم شعفاط (توصف على أنها "الجزء الشرقي لشعفاط وأبو ديس). وصف مارتين إنديك الجزء الفلسطيني من القدس على أنه "شريط فقط من القدس الشرقية".
تضع الخطة المسجد الأقصى متضمنًا المصلى القبلي تحت السيادة الإسرائيلية، إذ تدعو الخطة على إبقاء الوضع الحالي وترفض الخطة مطالبة الفلسطينيين بالحرم الشريف، مع بقاءه تحت الإشراف الأردني. تعطي الخطة لإسرائيل مهمة حماية المواقع المقدسة وضمان حرية التعبد.

## الموقف الفلسطيني
الفلسطينيون أبدوا غضبهم الكبير ورفضهم القاطع لبنود وحيثيات صفقة القرن، خارجين في مسيرات تنديدية رافضة لها منذ صباح يوم إعلانها، كما أبدى الرئيس الفلسطيني محمود عبّاس رفضه التام لخطط ترامب قائلاً: «القدس ليست للبيع، وكل حقوقنا ليست للبيع والمساومة وصفقة المؤامرة لن تمر، وسيذهبها شعبنا إلى مزابل التاريخ كما ذهبت كل مشاريع التصفية والتآمر على قضيتنا العادلة»، وقال إن الاستراتيجية الفلسطينية ترتكز على استمرار الكفاح «لإنهاء الاحتلال الإسرائيلي وتجسيد استقلال الدولة وعاصمتها القدس الشرقية»، وأشار إلى جاهزية الطرف الفلسطيني للتوجه إلى محكمة العدل الدولية، مضيفا: «سمعنا ردود فعل مبشرة ضد خطة ترامب وسنبني عليها، مستعدون للتفاوض على أساس الشرعية الدولية، وهي مرجعيتنا»، وشدد على التمسك بالثوابت الوطنية التي صدرت عن المجلس الوطني الفلسطيني عام 1988، وتابع: «لن نتنازل عن واحد منها».
أشار كبير المفاوضين الفلسطينيين صائب عريقات إلى أن صفقة القرن هي نسخة من مقترح إسرائيلي قُدم في 23 سبتمبر 2012.

## جامعة الدول العربية
في اجتماع طارئ لوزراء خارجية الدول العربية، يوم السبت الأول من فبراير/ شباط 2020، رفضت بالإجماع خطة السلام الأميركية الجديدة. وقال أمينها العام أحمد أبو الغيط في مؤتمر صحفي في ختام اجتماع وزراء الخارجية العرب في مقر الجامعة العربية بالقاهرة «إن قرار رفض الخطة الأميركية جاء بالإجماع، وبالتالي صادر عن موافقة كاملة من الجميع».

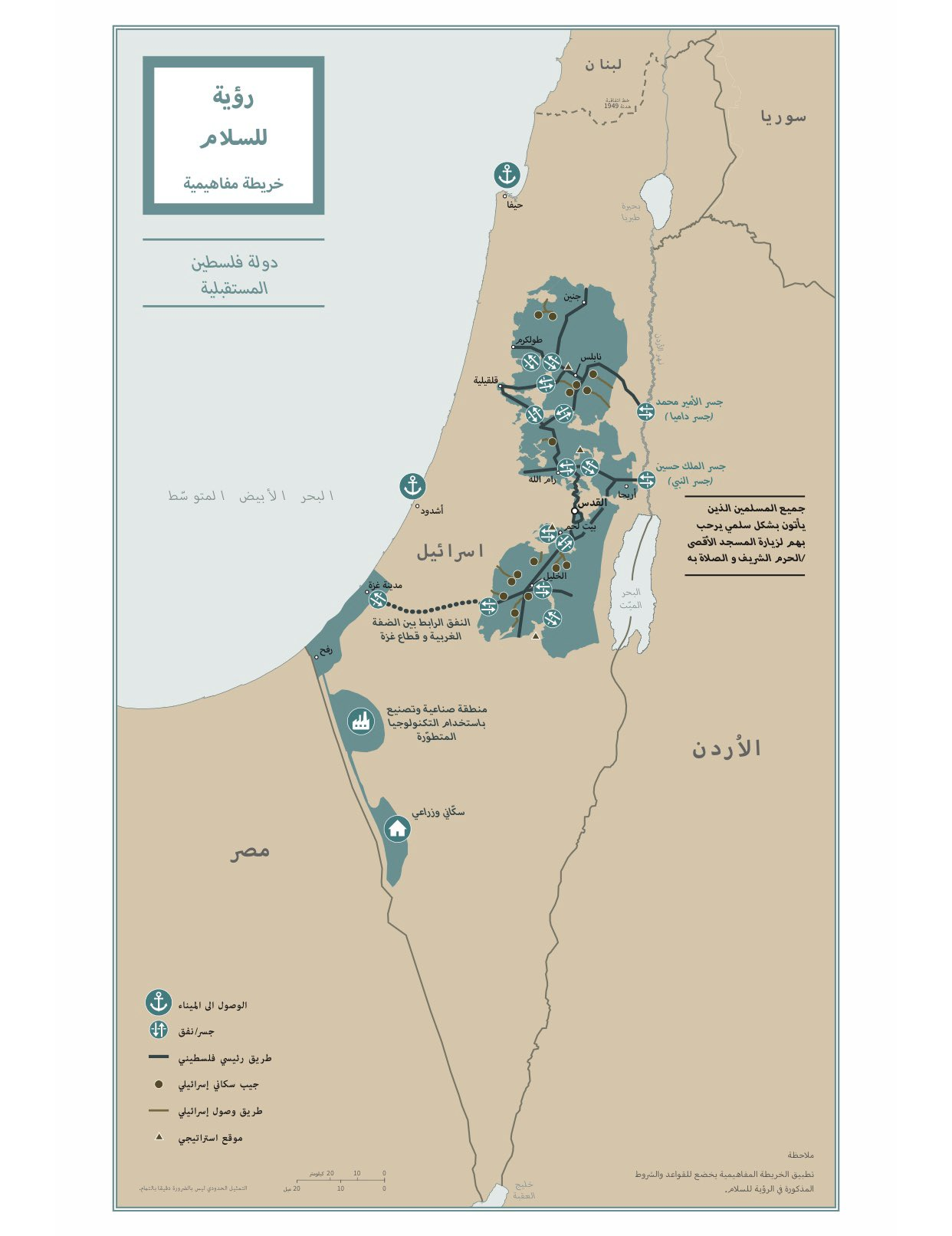
خريطة نشرها الرئيس الأمريكي على تويتر لفلسطين المستقبلية تحت عنوان "رؤية السلام"

## ملخص الإعلان

### تصريحاتدونالد ترامب[38]
- دونالد ترامب: رؤيتي للسلام مختلفة مفصلة عن الخطط السابقة، وتحتوي على 80 صفحة.
- ترامب لنتنياهو: شكرًا على شجاعتك لاتخاذك الخطوة الجريئة بقبول خارطة مفاهيمية بتفاصيل صفقة القرن.
- ترامب: ستبقى القدس عاصمة «إسرائيل» والأهم أنها غير مقسمة وفق خطتي.
- ترامب: ستضمن خطة السلام دولة فلسطينية متصلة الأراضي وستبقى القدس العاصمة الموحدة لـ«إسرائيل».
- ترامب: «إسرائيل» ستعمل مع الشخص الرائع ملك الأردن للتأكد من بقاء المسجد الأقصى كما هو، ولاستمرار زيارة المسلمين إلى المكان.
- ترامب: «رؤيتنا ستنهي دوامة فلسطين من الاعتماد على المنح الأجنبية، سوف يتمتعون بالكرامة والحس الوطني والاعتماد على الذات».
- ترامب: هذه الفرصة التاريخية للسلام ستتحقق إذا وافق الفلسطينيون.
- ترامب: دول عديدة ستشارك في توفير 50 مليار دولار لمشاريع جديدة في الدولة الفلسطينية المستقبلية.
- ترامب: أشكر الإمارات والبحرين وعُمان على العمل الرائع وكذلك على إرسال سفرائهم للاحتفال معنا هنا اليوم.

وقد نشر الرئيس الأمريكي دونالد ترامب على حسابه في تويتر تغريدات بالعبرية ثم العربية تقول:
بالعبرية: «سأقف دائمًا مع دولة إسرائيل والشعب اليهودي. أنا أؤيد بشدة سلامتهم وأمنهم وحقهم في العيش في وطنهم التاريخي. حان وقت السلام!»
بالعربية: «هذا ما قد تبدو عليه دولة فلسطين المستقبلية بعاصمة في أجزاء من القدس الشرقية.»
وأرفق مع التغريدات صورة لخريطة «مفاهمية» لوضع فلسطين المستقبلية.

### تصريحاتبنيامين نتانياهو[41]
- نتنياهو لترامب: أنت أعظم صديق حظيت به «إسرائيل» في البيت الأبيض.
- نتنياهو: «خطة ترامب تتضمن نزع سلاح المقاومة الفلسطينية».
- نتنياهو: «إسرائيل» ستطبق قوانينها على غور الأردن ومستوطنات الضفة الغربية ومناطق أخرى ضمتها خطة ترامب.
- نتنياهو: حضور الإمارات والبحرين وعُمان هنا اليوم، إشارة مهمة للحاضر والمستقبل.

## ردود الفعل

### محليًا
- فلسطين: أكدت الحكومة الفلسطينية، أن الرئيس الأمريكي، دونالد ترامب، «قتل إمكانية التوصل إلى حل عبر التفاوض» وأكد الرئيس الفلسطيني، محمود عباس، رفضه خطة السلام التي أعلن عنها الرئيس الأمريكي، دونالد ترامب، واصفا إياها بـ«صفعة القرن» ومؤكدا أنه يرفض التفاوض على أساسها واتفق الرئيس محمود عباس وإسماعيل هنية على اللقاء في قطاع غزة.[42][43]
- إسرائيل:
  - في 19 مايو 2020، أعلن مجلس المستوطنات في الضفة الغربية الذي يُدعى «يشاع» رفضه صفقة القرن والتي طرحها البيت الأبيض بعنوان «خطة ترامب للسلام».[44]

### عربيًا
- العراق: أكدت وزارة الخارجية العراقية موقف العراق الثابت تجاه القضيّة الفلسطينيّة، ونيل الشعب الفلسطينيّ حقوقه الكاملة، وإقامة دولته المستقلة وعاصمتها القدس وضمان حقّ العودة لجميع الفلسطينيين إلى أرضهم. وأكّدت فيها حسّاسيّة الظرف الحالي، وخطورته بعد إعلان ما يُسمّى (صفقة القرن) عادّتً أنها مبنية على التفاهم والتنسيق مع طرف واحد. داعية جميع أعضاء الجامعة العربية لتقديم الدعم للفلسطينيين في تقرير مصيرهم.[45][46]
- مصر: أعلنت وزارة الخارجية المصرية إن مصر تقدّر الجهود الأمريكية المتواصلة من أجل التوصل إلى سلام شامل وعادل للقضية الفلسطينية، بما يُسهم في دعم الاستقرار والأمن بالشرق الأوسط، وينهي الصراع الفلسطيني-الإسرائيلي.[47]
- سوريا: أصدرت وزارة الخارجية والمغتربين السورية، بيانا قالت فيه "إن الجمهورية العربية السورية تعرب عن إدانتها الشديدة ورفضها المطلق لما تسمى “صفقة القرن” والتي تمثل وصفة للاستسلام لكيان الاحتلال الإسرائيلي الغاصب وتندرج في إطار المحاولات المستمرة للإدارات الأمريكية المتعاقبة والكيان الصهيوني لتصفية القضية الفلسطينية وتجاهل الشرعية الدولية وإجهاض قراراتها بخصوص الصراع العربي الإسرائيلي".[48]
- الأردن: أعلنت وزارة الخارجية الأردنية أن حل الدولتين الذي يلبي الحقوق المشروعة للشعب الفلسطيني، خاصة حقه في الحرية والدولة على خطوط الرابع من حزيران 1967 وعاصمتها القدس الشرقية لتعيش بأمن وسلام إلى جانب إسرائيل وفق المرجعيات المعتمدة وقرارات الشرعية الدولية، هو السبيل الوحيد لتحقيق السلام الشامل والدائم.[49]
- الجزائر: أعلنت الجزائر في بيان صادر عن وزارة الخارجية أنها تجدد دعمها القوي والدائم للقضية الفلسطينية، وأن حق الفلسطينيين في إقامة دولة مستقلة وسيدة عاصمتها القدس الشرقية لا يسقط بالتقادم، وذكر البيان أن الجزائر متمسكة بمبادرة السلام العربية وقرارات مجلس الأمن خاصة القرارين رقم 242 و338، وأنه لا سبيل للحل دون إشراك الفلسطينيين، وأن ما تسمى «صفقة القرن» موجه ضد الفلسطينيين،[50] وجددت دعوتها إلى ضرورة توحيد الكلمة والصف الفلسطيني، والتنسيق العربي والدولي المشترك لتجاوز الانسداد القائم.[51][52][53]

### دوليًا
- تركيا: أعلنت وزارة الخارجية التركية أن خطة السلام المزعومة للولايات المتحدة الاميركية، ولدت ميتة، وإن هذه «الصفقة» هي خطة ضم تهدف إلى قتل حل الدولتين والاستيلاء على الأراضي الفلسطينية وأن القدس هي خط أحمر.[54]
- ألمانيا: أعلنت وزارة الخارجية الألمانية إن الحل المقبول من الطرفين هو وحده يمكن أن يؤدي إلى سلام دائم بين الإسرائيليين والفلسطينيين"، مضيفةً "الاقتراح الأميركي يثير أسئلة سنناقشها في الاتحاد الأوروبي".
- الاتحاد الأوروبي: أصدر الاتحاد الأوروبي، بيانًا يشدد على موقفه الثابت والموحد بشأن مقترح حل الدولتين والذي يأخذ بعين الاعتبار التطلعات المشروعة لكل من الفلسطينيين والإسرائيليين.[55]
- روسيا: أعلنت وزارة الخارجية والمندوب الروسي الدائم لدى الأمم المتحدة أن «صفقة القرن تتجاهل قاعدة التسوية المعترف بها دوليا».[56] شككت روسيا في جدوى خطة ترامب للسلام في الشرق الأوسط، وقال ديمتري بيسكوف: ”نرى رد فعل الفلسطينيين ونرى ردود فعل مجموعة كبيرة من الدول العربية التي وقفت بجانب الفلسطينيين في رفض الخطة. هذا يبعث بالطبع على التفكير في جدواها“.[57]
- إيران: قالت الخارجية الإيرانية في بيان، إنّ «خطة العار التي فرضها الأميركيون على الفلسطينيين هي خيانة العصر ومحكومة بالفشل».[58]
- المملكة المتحدة: أعلنت وزارة الخارجية البريطانية، إنّ «خطة السلام التي أعلنها الرئيس الأميركي، لحل النزاع الإسرائيلي -الفلسطيني هي بكل وضوح اقتراح جدي».[59]